# Trần Thị Trường
Trần Thị Trường (sinh năm 1950 tại Tuyên Quang) là một nữ nhà văn và họa sĩ người Việt Nam. Bà được xem là nữ nhà văn gây chú ý ngay từ tiểu thuyết đầu tiên với lối viết mang nhiều tâm tư và tiếng nói của phụ nữ. Sau khi nghỉ hưu, bà quay trở lại nghề hội họa và nhận về nhiều thành công nhất định.
Năm 1973, Trần Thị Trường cùng chồng thi vào trường Đại học Mỹ Thuật Công nghiệp, bà trúng tuyển khoa gốm sứ nhưng chỉ sau thời gian ngắn, bà từ bỏ hội họa và gốm ngay từ khi chưa học xong. Năm 1981, Trần Thị Trường đi xuất khẩu lao động tại Bulgaria khi đang là nhân viên Sở Xây dựng Hà Nội. Tuy làm nhiều việc tại đây, thậm chí là cả may quần giả nhãn mác nhưng bà tiếp tục từ bỏ nghề may và có ý định sáng tác văn học. Tiểu thuyết đầu tay của Trần Thị Trường, "Lời cuối cho em" do Nhà xuất bản Thanh niên ấn hành đã được sự chú ý từ dư luận và "gây sốt" trên thị trường xuất bản Việt Nam năm 1990. Qua đó, động lực văn chương đã khích lệ Trần Thị Trường theo đuổi văn học chuyên nghiệp. Tính tới năm 2019, số lượng tác phẩm văn chương của bà gồm có 2 cuốn tiểu thuyết cùng 4 tập truyện ngắn và cuốn tiểu thuyết thứ 3 đang trong kế hoạch in.
Sau khi nghỉ hưu, nhờ sự khích lệ và hướng dẫn khoa học của họa sĩ Hải Kiên, Trần Thị Trường đã quay trở lại nghiệp vẽ. Những bức tranh mà bà vẽ và trưng bày trong triễn lãm cá nhân cũng như triển lãm với họa sĩ Lê Thiếu Ngân luôn thu hút được sự chú ý và bán được gần hết số lượng tranh. Thời điểm năm 2021, Trần Thị Trường cũng được coi là nhà văn chuyển hướng sang hội hoạ bán được nhiều tranh nhất.

## Thân thế
Trần Thị Trường sinh năm 1950 tại Tuyên Quang nhưng nguyên quán của bà ở Hoài Đức, Hà Nội. Ở tuổi thiếu nữ, Trần Thị Trường theo học lớp vẽ của họa sĩ Phạm Viết Song ở phố Nguyễn Thái Học, Hà Nội. Lớp vẽ này tuy nhỏ với hơn 10 học trò nhưng đã được họa sĩ Trần Văn Cẩn đến thăm và dạy trong một số thời gian. Những bài giảng của các Trần Văn Cẩn đã truyền cảm hứng theo đuổi nghề mỹ thuật cho bà. Từ nhỏ, Trần Thị Trường có niềm đam mê với gốm sứ đến từ một thương hiệu gốm trên phố Nguyễn Du là Gốm Chi. Bà từng dành ra hàng giờ ngồi quan sát những chiếc bình gốm có kiểu khác nhau được làm đơn chiếc cùng nước men.

## Sự nghiệp
Trần Thị Trường từng là một nhân viên văn phòng bị chuyển xuống làm công nhân thợ hàn. Với vốn tiếng Nga học trong trường phổ thông và những năm đại học, Trần Thị Trường đã "liều" xin làm phiên dịch cho một thợ hàn. Không chỉ làm phiên dịch tiếng Nga mà bà còn làm phiên dịch tiếng Bulgaria. Tuy làm phiên dịch vẫn không đủ trang trải cuộc sống, Trần Thị Trường xoay sang làm thêm nghề may. Bà may những chiếc quần bò nhái hãng Levis Strau từ xưởng để mang ra chợ bán.  Tuy việc may quần giả nhãn mác đã đem lại cho Trần Thị Trường một mức thu nhập ổn định cuộc sống nhưng bà tiếp tục từ bỏ nghề may và có ý định sáng tác văn học.

### Văn học và báo chí
Tiểu thuyết đầu tay của Trần Thị Trường, "Lời cuối cho em" do Nhà xuất bản Thanh niên ấn hành ra mắt với tranh bìa của họa sĩ Thành Chương đã được sự chú ý từ dư luận và "gây sốt" trên thị trường xuất bản Việt Nam năm 1990. Ngay lập tức Trần Thị Trường đã xây được căn nhà mái bằng 17m2 từ tiền nhuận bút của cuốn truyện đầu tay này. Qua đó, động lực văn chương đã khích lệ Trần Thị Trường theo đuổi văn học chuyên nghiệp. Bà trở thành phóng viên, đôi khi đảm nhiệm luôn vai trò họa sĩ trình bày cho một số tờ báo. Năm 1994 Trần Thị Trường được kết nạp vào Hội Nhà văn Việt Nam. Năm 2006, Trần Thị Trường ra mắt truyện ngắn "Tình như chút nắng", được ra mắt tại Trung tâm Văn hóa và Ngôn ngữ Đông Tây.
Tính tới năm 2019, số lượng tác phẩm văn chương của bà gồm có 2 cuốn tiểu thuyết cùng 4 tập truyện ngắn cuốn tiểu thuyết thứ 3 đang trong kế hoạch in. Năm 2020, Trần Thị Trường ra mắt "Phố Hoài". Bà cho biết bản thân đã viết cuốn sách trong 10 năm. Người biên tập cuốn sách, nhà văn Tạ Duy Anh đã gọi tác phẩm là "bảo tàng ngôn ngữ", báo Công an Nhân dân cho rằng do các nhân vật trong "Phố Hoài" không được khắc hoạ theo cách của các tiểu thuyết gia truyền thống mà đi sâu giới thiệu vào về thân thế, sự nghiệp, phân tích diễn biến tâm lý dẫn đến hành vi.
Trong lĩnh vực báo chí, bà có nhiều bài bình luận về âm nhạc, cũng như có sự hiểu biết nhất định về quyền tác giả. Năm 2022, Trần Thị Trường thừa nhận sự quan tâm mà bà dành cho hội họa đã khiến thời gian dành cho văn học phần nào giảm sút. Trong một cuộc phỏng vấn, bà tiết lộ đã từng gặp sai lầm khi dùng sai khái niệm học thuật về âm nhạc.

### Hội họa
Trần Thị Trường có con gái đầu lòng từ năm 23 tuổi. Vợ chồng bà cùng thi vào trường Đại học Mỹ Thuật Công nghiệp, tuy vậy bà trúng tuyển khoa gốm sứ của khóa 1973 – 1978 còn chồng thì không trúng tuyển. Trong những năm đi học, Trần Thị Trường phải trải qua cuộc sống không bình yên. Công việc của chồng bà ngày càng ít, còn chính bản thân bà cũng chỉ có mức thu nhập thấp. Chỉ sau thời gian ngắn, bà từ bỏ hội họa và gốm ngay từ khi chưa học xong. Năm 1981, Trần Thị Trường đi xuất khẩu lao động tại Bulgaria khi đang là nhân viên Sở Xây dựng Hà Nội.
Sau khi nghỉ hưu, nhờ sự khích lệ và hướng dẫn khoa học của họa sĩ Hải Kiên, một giảng viên của Trường Đại học Sư phạm nghệ thuật Trung ương, Trần Thị Trường đã quay trở lại nghiệp vẽ. Bà chọn đề tài tranh tĩnh vật. Có ý kiến cho rằng phong cách của Trần Thị Trường là trường phái hiện thực kết hợp trường phái ấn tượng. Chỉ trong 6 tháng năm 2019 bà đã vẽ hơn 40 bức tranh tĩnh vật, được người yêu hội họa và giới chuyên môn đánh giá cao. Một số bức tranh mà bà vẽ xong đã có nhà sưu tập tìm đến. Cuối của năm 2019, tại số 16 phố Ngô Quyền, Hà Nội, Trần Thị Trường mở triển lãm tranh "Những cảm xúc bằng màu". Trong 35 bức tranh dự kiến sẽ được trưng bày trong triển lãm sắp tới thì có đến 30 bức tranh là chủ đề tĩnh vật. Triển lãm này được dự định mở cửa trong 10 ngày, nhưng sau đó bà đã phải gửi lời xin lỗi tới khán giả và các nhà sưu tập vì lý do triển lãm phải đóng cửa sớm hơn thời gian đã công bố do tranh đã được bán hết. Giám đốc nhà triển lãm 16 Ngô Quyền đã cho biết kể từ năm 1995 đến nay, đây là hiện tượng đầu tiên của Nhà triển lãm. Theo tổng kết sau cùng, bà đã bán được hết 37 trong 45 bức được trưng bày, khiến cho tờ Tuổi trẻ Cuối tuần phải gọi triển lãm "Những cảm xúc bằng màu" của Trần Thị Trường là "một hiện tượng trong làng hội họa Việt Nam". Pam DeVolder, Tham tán Thông tin – Văn hóa của Đại sứ quán Hoa Kỳ tại Việt Nam đã tới triển lãm tặng hoa chúc mừng Trần Thị Trường. Nhân viên tại Đại sứ quán Hoa Kỳ cũng được nhận bức tranh chân dung phó tổng thống Mỹ Kamala Harris do Trần Thị Trường vẽ và trao tặng.
Tháng 8 năm 2020, Trần Thị Trường cùng với họa sĩ Hải Kiên, Bùi Văn Tuất cùng thực hiện triển lãm mỹ thuật với tên gọi "Tháng 6". Thời điểm trước ngày lễ Tết nguyên đán năm 2022, Trần Thị Trường được kết nạp làm hội viên Hội Mỹ thuật Việt Nam. Trong danh sách 20 người được kết nạp đợt này, bà là người nhiều tuổi nhất. Bà sở hữu một studio trưng bày tranh mang tên "Phố Hoài". Đây không những là không gian nghệ thuật nhằm trưng bày toàn bộ sáng tác hội họa của bà và của bạn bè mà đồng thời còn là nơi giao lưu giữa tác giả và công chúng có niềm yêu thích hội họa. Thời gian ra mắt tiểu thuyết "Phố hoài", bà dành toàn bộ tâm sức vào việc thể hiện cảm xúc bằng màu trên toan (canvas) khi hoạt động hội họa.
Từ ngày 19 đến ngày 28 tháng 3 năm 2022, Trần Thị Trường cùng nữ họa sĩ Lê Thiếu Ngân mở một triển lãm tranh đặc biệt mang tên "Tháng Ba" tiếp tục tổ chức tại số nhà 16 phố Ngô Quyền. Tại triển lãm này, Trần Thị Trường và Lê Thiếu Ngân trưng bày tới 70 bức tranh. Sau khi triển lãm tranh "Tháng ba" của hai nữ họa sĩ này kết thúc, họ tiếp tục gây sự chú ý khi những bức tranh được trưng bày được mua gần hết.

### Hoạt động khác
Trước khi nghỉ hưu năm 2005, Trần Thị Trường còn làm tổ chức biểu diễn (còn gọi là bầu sô). Trần Thị Trường còn được biết đến khi làm bầu sô cho ca sĩ Ngọc Tân. Trong sự nghiệp biểu diễn của mình, Ngọc Tân hát khoảng 150 chương trình thì có tới 100 chương trình do Trần Thị Trường tổ chức biểu diễn. Mỗi chương trình biểu diễn của Ngọc Tân, bà thường là người tổ chức biểu diễn, lên kịch bản cho chương trình, thiết kế sân khấu, bán vé và giữ tiền. Ngày 27 tháng 3 năm 2009, Trần Thị Trường được trao giải nhì cuộc thi "Đánh thức không gian" do Hội đồng Anh và Báo Thể thao & Văn hóa tổ chức. Ở cương vị Phó giám đốc khu vực phía Bắc của Trung tâm bảo vệ bản quyền âm nhạc Việt Nam, bà cũng bị đối mặt với lời đồn "có mối tình" với nhạc sĩ Phó Đức Phương, song Trần Thị Trường vẫn phủ nhận điều này.
Năm 2019, Trần Thị Trường còn làm việc cùng nhạc sĩ Dương Thụ với chuyên mục "Phim hàng tuần" tại một chương trình nghệ thuật (được gọi là salon văn hóa) "Cà phê thứ Bảy". Năm 2021, Trần Thị Trường hợp tác cùng họa sĩ Kim Đức, Chủ tịch Quỹ tranh thiện nguyện "Butta Sweet Life" vẽ những họa phẩm để trao cho Bệnh viện Đa khoa Đức Giang.

## Nhận định

### Văn học
Trần Thị Trường được đánh giá là nhà văn có sở trường viết về thân phận phụ nữ và có đi vào nội tâm nhân vật nữ. Nhưng văn của bà cũng có phần "tế nhị, nói gợi". Cũng miêu tả "tế nhị", báo Dân Việt còn cho biết thêm văn học của bà "giàu sức gợi, thể hiện sự tinh tế và giàu trải nghiệm". Tại thời điểm khởi đầu nghề nhà văn, bà cũng là một trong những nữ nhà văn có bút danh giàu màu "nam tính" nhất trên văn đàn quá khứ và đương đại Nhà phê bình Nguyễn Thụy Kha từng nhận xét về văn học của Trần Thị Trường: "Đọc văn xuôi Trần Thị Trường, thấy ngập nỗi đời trong từng con chữ..." Tờ VnExpress cho biết Trần Thị Trường viết nhiều và "thành thục" với những truyện miêu tả tâm trạng của phụ nữ, đồng thời cho biết thêm bà còn thế hiện được những suy ngẫm của bản thân về những vấn đề lớn lao hơn về Việt Nam, của thời cuộc qua những truyện ngắn lịch sử hay thế sự.
Vào thời điểm ra mắt "Phố hoài", Trần Thị Trường đã nhận về những ý kiến trái chiều trong đánh giá của những chuyên gia văn học. Nhà phê bình văn học Phạm Xuân Nguyên đã lên tiếng đánh giá: "Phố Hoài" có nhiều nhân vật, nhưng đằng sau đó là hình bóng những con người thực. Một nhà văn khác cũng cho rằng Trần Thị Trường có sự "đĩnh đạc" với nhiều truyện ngắn tiểu thuyết viết về tình yêu cuộc sống của người Hà Nội. Nhận xét về "Phố Hoài", nhà văn Phạm Toàn đã phải thốt lên rằng: "Thương lắm, đọc Phố Hoài của Trường thấy thương lắm [...] các nhân vật trong câu chuyện Trần Thị Trường đem kể, tất cả đều hiền, người nào cũng hiền, không một ai dám làm một điều độc địa ." Theo 2 biên tập viên Cảnh Vũ và Phương Thúy đến từ báo Công an Nhân dân, họ cho rằng những truyện ngắn và tiểu thuyết của Trần Thị Trường đều thể hiện tiếng nói "đầy trân trọng, yêu thương đến người phụ nữ". Họ cũng cho rằng bà có nét viết cổ điển, những câu chuyện được hư cấu từ đời thực của bà có nhiều tính "chiêm nghiệm, triết lý", thậm chí là "không kém phần hài hước". Báo Hànộimới cho rằng khi đọc văn của Trần Thị Trường dù ngay cả trong những câu chuyện ngột ngạt vẫn thấy "nụ cười cảm thông".

### Hội họa
Tác phẩm hội họa của Trần Thị Trường được đánh giá là "đa dạng nhưng đơn giản, nhiều gam màu". Báo Pháp luật Việt Nam nhận xét tranh của bà thường thấy "gam màu nhẹ mang tính cổ điển, sáng nhưng là ánh sáng của quá khứ làm chủ đạo. Gam màu này khiến người xem cảm thấy lâng lâng, hồi tưởng, xót xa".  Tuy vậy, tác giả Trần Mỹ Hiền từ báo Công an Nhân dân lại khẳng định tranh của bà vẽ "cổ điển mà hiện đại". Thời điểm năm 2021, Trần Thị Trường cũng được coi là nhà văn chuyển hướng sang hội hoạ bán được nhiều tranh nhất.
Theo báo VietnamPlus, đối tượng hội họa mà Trần Thị Trường miêu tả hầu hết là những đồ vật có mặt trong đời sống của bà hoặc phong cảnh mà bà gặp hằng ngày. Nhà văn Nguyễn Quang Thiều khi đến xem triển lãm tranh của Trần Thị Trường đã cho rằng bà là "Người phục sinh linh hồn đồ vật". Một tờ báo cho rằng bà đã "nhắc lại" những đồ vật dường như bị lãng quên một cách "giản dị, trong sáng, sâu thẳm và quyến rũ". Theo tờ Tuổi trẻ, có nhiều lý do tranh của Trần Thị Trường được nhiều người thích. Tờ báo này chỉ ra đây là triển lãm đầu tay của một nhà văn lần đầu làm họa sĩ, với các bức hầu hết là tĩnh vật, vẽ bình, lọ, hoa, vẽ góc nhà, bếp củi. Nhưng lý do chính mà tờ báo đưa ra là người xem quyết định mua tranh của bà về với mức giá mà bà đặt ra từ 7 triệu đồng đến 23 triệu đồng, được xem là mức giá "hợp lý". Đa phần khách tới triển lãm họa sĩ của bà là bạn bè văn nghệ sĩ của Trần Thị Trường - những người mà được xem là "khó có thể trả cao hơn dù muốn". Bên cạnh đó, tờ báo này cũng phê bình từ góc nhìn của nhà sưu tập, Trần Thị Trường tuy là nhà văn có tiếng song tuổi nghề hội họa còn trẻ, giá trị thương mại của tác phẩm chưa được xác lập. Tạp chí Mỹ thuật của Hội Mỹ thuật Việt Nam cho rằng tranh của Trần Thị Trường "mạnh mẽ, sôi nổi, quyết liệt".
Báo Lao động cho rằng tranh của Trần Thị Trường có sự "nồng nàn, bút pháp và màu sắc mạnh mẽ". Ngoài ra, tờ báo này cũng cho biết bà còn đi sâu vào mang tranh chân dung. Các chân dung của bà hầu như đã được các chủ thể sở hữu ngay sau khi vẽ xong, như các nhà thơ Nguyễn Thị Hồng Ngát, Phan Thị Thanh Nhàn, Nguyễn Phương Nga hay các nhà ngoại giao, luật sư Ngô Bá Thành, nghệ sĩ cello Ngô Hoàng Quân, nhạc trưởng Lê Phi Phi...

### Quan điểm
Năm 2018, trước sự việc cuốn tự truyện "Phút 89" của cầu thủ Lê Công Vinh đã gây tranh cãi trong dư luận vì bị cho rằng sự thật chỉ đúng một phần, Trần Thị Trường bày tỏ việc "rao bán" quá khứ là "chuyện tồi tệ, rẻ tiền nhất" trong việc viết tự truyện. Về hội họa, bà cho biết những bức tranh vẽ khung cảnh về chùa của họa sĩ và cựu nhiếp ảnh gia Lê Như Hà đã gây cho bà sự ấn tượng nhất định. Theo Trần Thị Trường, tính đến thời điểm năm 2022, bà cho rằng thẩm mỹ của công chúng Việt Nam đã được nâng lên nhiều nhưng quan niệm về giá trị của hội họa còn "đơn giản quá". Bà cũng cho biết ở thời điểm này hiện có tình trạng nhiều người có nhà đẹp nhưng trên tường lại treo những tờ lịch "rẻ tiền" hoặc một số người tỏ ra hài lòng khi treo những bức tranh chép hàng chợ, những bức tranh không ký tên và "không có giá trị về thẩm mỹ".

## Đời tư
Trần Thị Trường có tình cảm với họa sĩ vẽ tranh cổ động và áp phích Nguyễn Hưng Việt từ khoảng năm 1968 khi hai người theo học lớp hội họa quần chúng ở phố Nguyễn Thái Học, Hà Nội. Họ kết hôn và có 2 người con. Sau năm 1975, do ông Hưng Việt bị mất việc, kinh tế gia đình gặp khó khăn nên Trần Thị Trường phải xuất khẩu lao động. Con gái lớn của họ tốt nghiệp đại học ở Hoa Kì và lập gia đình với người Hoa Kỳ gốc Do Thái. Còn con trai út của hai người là một luật sư tên Nguyễn Hưng Quang. Bà cho biết con gái mình có đủ khả năng cho bà định cư tại Hoa Kỳ nhưng bà vẫn từ chối.

## Tác phẩm văn học đã xuất bản
| Tên                         | Năm xuất bản | Chú thích |
| --------------------------- | ------------ | --------- |
| Lời cuối cho em             | 1990         | [ 7 ]     |
| Kẻ mắc chứng điên           | 1991         | [ 4 ]     |
| Bâng khuâng                 | 1993         | [ 5 ]     |
| Tình câm                    | 1996         | [ 5 ]     |
| Truyện ngắn Trần Thị Trường | 1999         | [ 5 ]     |
| Hoa mưa                     | 2001         | [ 35 ]    |
| Thời gian ngoảnh mặt        | 2003         | [ 5 ]     |
| Tình như chút nắng          | 2006         | [ 5 ]     |
| Những đóa hồng xanh         |              | [ 5 ]     |
| Phố hoài                    | 2020         | [ 8 ]     |